# JVLIVS II
Albums de SCH
Rooftop
(2019) Autobahn
(2022)
Singles
1. Marché noir
Sortie : 4 février 2021
2. Loup noir
Sortie : 15 mars 2021
3. Assoces
Sortie : 22 mars 2021
4. Mannschaft
Sortie : 1er avril 2021
5. Crack
Sortie : 25 juin 2021
6. Corrida
Sortie : 19 août 2021

JVLIVS II (de son titre complet JVLIVS : Tome II - Marché Noir) est le 5e album studio du rappeur français SCH, sorti le 19 mars 2021 sous les labels Maison Baron Rouge et Rec. 118.

## Sortie
Le 24 septembre 2020, SCH annonce sur son compte Instagram la sortie prochaine de JVLIVS II, la suite de l'album JVLIVS sorti en 2018.
Le 2 février 2021, SCH diffuse sur ses réseaux sociaux un trailer de l'album. Le même jour, le site de précommandes est indisponible un temps à cause du trop grand nombre de visiteurs. Il sort le premier extrait de l'album, la chanson Marché Noir et son clip,. SCH ne dévoile pas encore la date précise de la sortie de l'album et la liste des titres.
Le 19 février 2021, il précise sur les réseaux la date de sortie de JVLIVS II et dévoile la cover de l'album.
Le 4 mars 2021, SCH dévoile la tracklist de l'album via un post publié sur Instagram.

## Réception
L'album reçoit des critiques élogieuses de la part de la presse généraliste,,.
En quatre jours, l'album est certifié disque d'or. Au total, sur sa première semaine d'exploitation, l'album totalise 63 851 exemplaires vendus, signant le meilleur démarrage de la carrière de SCH.
L'album est certifié disque de platine le 15 avril 2021, double disque de platine en septembre de la même année, puis triple disque de platine en septembre 2022, soit un an et demi après sa sortie.

## Format
Tout comme JVLIVS, l'album est composé de 3 interludes écrites par Furax Barbarossa et interprétées par José Luccioni. À sa sortie, en plus de la version numérique qui contenait 19 titres, le projet paraît en version physique sous deux éditions contenant chacune un titre bonus : Marseille avec la titre Fantôme et Gibraltar avec Tempête. Ces titres bonus ont été ajoutés par la suite à la version numérique.

## Liste des titres
| No  | Titre                                  | Compositeur(s)                                       | Durée |
| --- | -------------------------------------- | ---------------------------------------------------- | ----- |
| 1.  | Gibraltar (feat. José Luccioni)        | DJ Ritmin (Katrina Squad)                            | 2:16  |
| 2.  | Marché noir                            | DJ Ritmin (Katrina Squad)                            | 3:31  |
| 3.  | Fournaise                              | BBP                                                  | 3:29  |
| 4.  | Aluminium                              | Twenty9, BVHV                                        | 2:54  |
| 5.  | Mannschaft (feat. Freeze Corleone)     | SLK (Katrina Squad)                                  | 3:47  |
| 6.  | Grand bain                             | Enigma Beats, Meryl                                  | 2:53  |
| 7.  | Crack                                  | Chady                                                | 2:36  |
| 8.  | La battue (feat. José Luccioni)        | DJ Ritmin (Katrina Squad)                            | 1:57  |
| 9.  | Zone à danger                          | Timo Prod (Katrina Squad)                            | 3:34  |
| 10. | Euro                                   | Enigma Beats, Meryl                                  | 2:42  |
| 11. | Assoces                                | Stef Becker                                          | 2:31  |
| 12. | Parano                                 | Sofiane Pamart, Unfazzed                             | 3:24  |
| 13. | Corrida                                | Ricky, Hypnotic, Heizenberg, Heezy Lee, Chapo, Finvy | 2:50  |
| 14. | Le coup d'avance (feat. José Luccioni) | DJ Ritmin (Katrina Squad)                            | 1:16  |
| 15. | Raisons                                | DJ Ritmin (Katrina Squad)                            | 2:50  |
| 16. | Plus rien à se dire                    | Shaz                                                 | 2:41  |
| 17. | Mode Akimbo (feat. Jul)                | Zeg P                                                | 3:37  |
| 18. | Mafia                                  | Geo on the Track                                     | 3:20  |
| 19. | Loup noir                              | Hood Star                                            | 2:40  |

| 20. | Fantôme (feat. Jul & Le Rat Luciano) | Stef Becker | 4:07 |

| 21. | Tempête | SCH, Lucie Poliro | 3:42 |

## Clips vidéo
- Marché Noir : 4 février 2021
- Loup Noir : 15 mars 2021 dans un Colors
- Assoces : 22 mars 2021 sur Deezer Session
- Mannschaft (feat. Freeze Corleone) : 1er avril 2021
- Crack : 25 juin 2021
- Corrida : 19 août 2021

## Titres certifiés en France
- Mode Akimbo (feat. Jul) :  Diamant[16]
- Mannschaft (feat. Freeze Corleone) :  Diamant[17]
- Marché Noir :  Diamant[18]
- Loup Noir :  Platine[19]
- Crack :  Platine[20]
- Parano :  Or[21]
- Corrida :  Platine[22]
- Grand bain :  Or[23]
- Fournaise :  Or[24]
- Assoces:  Or[25]
- Zone à danger :  Or[26]
- Aluminium :  Or[27]
- Euro :  Or[28]
- Fantôme (feat. Le Rat Luciano & Jul) :  Or[29]
- Plus rien à se dire :  Or[30]
- Mafia :  Or[31]
- Raisons :  Or[32]

## Classements et certifications

### Classements
JVLIVS II entre directement en tête des ventes en France lors de la semaine suivant sa sortie. À partir de sa sortie, l'album se maintient pendant plus de deux mois dans le TOP 5 des meilleurs ventes d'albums hebdomadaires en France, se classant tantôt premier, tantôt second, avant de chuter jusqu'à la cinquième place lors de la semaine du 28 mai 2021, et de quitter le TOP 5, se classant sixième lors de la semaine du 4 juin 2021.
Deux mois après sa sortie, l'album continue de figurer aux portes du TOP 5 lors de la semaine du 18 juin 2021.

#### Classement par pays
| Classements (2022)           | Meilleure position |
| ---------------------------- | ------------------ |
| Belgique (Flandre Ultratop)  | 7                  |
| Belgique (Wallonie Ultratop) | 1                  |
| France (SNEP)                | 1                  |
| Suisse (Schweizer Hitparade) | 2                  |

### Certifications et ventes
| Région        | Certification | Ventes/Streams |
| ------------- | ------------- | -------------- |
| France (SNEP) | 3 × Platine   | 450 000        |

## Distinctions
- Victoires de la Musique 2022 : album le plus streamé pour un artiste masculin[42],[43]